# Fredrik Johan Berling
Fredrik Johan Berling, född 3 april 1808 i Lund, död på samma ort 19 februari 1876, var en svensk boktryckare och publicist.

## Biografi
Berling var son till boktryckaren och akademiräntmästaren vid Lunds universitet Carl Fredrik Berling och dennes hustru Elisabeth Frederika Palm. Han studerade vid Lunds universitet, skrevs in i Skånska nationen 1828, och avlade magisterexamen nästföljande år. Efter examen tjänstgjorde han som extra ordinarie amanuens vid Lunds universitetsbibliotek, innan han tog över posten som utgivare och redaktör för Lunds Weckoblad från fadern år 1832.
Han tog över faderns tryckeri år 1835 och kompletterade det samma med ett stilgjuteri två år senare, något som innebar grundandet av det Berlingska boktryckeriet i dess moderna form. Nationsgenealogen Carl Sjöström skriver om honom att "Under hans ledning uppnådde Berlingska boktryckeriet en förut icke ens anad höjd af utveckling och anseende och torde på 1850-talet varit det förnämsta etablissement af sin art inom landet." Han utnämndes till akademiboktryckare 1838.
Fredrik Johan Berling var gift med Maria Ulrika Hellstenius, dotter till Anders Jacob Hellstenius. Tillsammans fick de dottern Elisabeth Berling, som gifte sig med kammarherren Adolf Rappe. Genom denna släktförbindelse kom Rappe också att ta över driften av det Berlingska boktryckeriet år 1874.

## Utmärkelser
- Riddare av Kungliga Vasaorden (1858)[1]